# 反對逃犯條例修訂草案運動過程 (2023年1月或以後)
| 2019年          | 尚未開始 | 尚未開始 | 3月至6月 | 3月至6月 | 3月至6月 | 3月至6月 | 7月 | 8月    | 9月    | 10月   | 11月   | 12月   |
| 2020年          | 1月      | 2月至4月 | 2月至4月 | 2月至4月 | 5月      | 6月      | 7月 | 8月    | 9月    | 10月   | 11月   | 12月   |
| 2021年          | 1月      | 2月      | 3月      | 4月      | 5月      | 6月      | 7月 | 8-12月 | 8-12月 | 8-12月 | 8-12月 | 8-12月 |
| 2022年1月或以後 |          |          |          |          |          |          |     |        |        |        |        |        |

## 2023年

### 1月

#### 5日
日本攝影師被拒入境

《日本經濟新聞》報道，日本攝影師幾石倫子（キセキミチコ/Michiko Kiseki）於1月5日在自家個人推特表示在12月底來港時，被入境事務處人員拘留，並有「國安局」和警察人員盤問，對方多次提及2019年反修例示威後，她在日本舉辦的攝影展。最終被拒入境返回日本。表示感覺到「香港失去了自由」，想知道是否再也無法來到她最喜歡的香港。

#### 7日
法庭提堂

9名男女於2019年8月29日在深水埗警署外發生警民衝突。9人被控暴動罪，其中1女被告另被控「在公眾地方管有攻擊性武器」罪，除了1人認罪外，其餘被告否認控罪，經審訊後於2023年1月7日在西九龍裁判法院由區域法院法官游德康裁定4人罪名成立，4人罪名不成立，而「在公眾地方管有攻擊性武器」罪，則罪名不成立。下令為當中2名年輕被告索取勞教中心及教導所報告，案件押後至2月4日求情和判刑。
游德康表示，辯方在審訊時爭議案發當晚沒有發生暴動，指當時現場交通通暢，示威者沒有設置路障，巴士仍能在欽州街上落客，又指現場沒有人投擲汽油彈。法官游德康在判詞則指，控方證人誠實可靠，供詞絕大部分得到錄影片段佐證，認為集結人士透過圍堵深水埗警署，向警署照射雷射光、叫囂及投擲石塊，是破壞了社會安寧，因此控方於毫無合理疑點下，證明在深水埗警署及欽州街一帶發生了暴動。但對於控方結案時提及被告曾經逃跑，並形容是「犯罪後潛逃/匿藏」的行為，與被告干犯暴動罪有關，法官則不同意。游德康認為，案發時部分市民對警員懷有敵視和不信任心態，是司法認知範圍內的事實。若沒有證據證明被告曾經直接或鼓勵他人參與暴動，作出破壞社會安寧行為，同時有證據顯示被告身處暴動現場，是為了看熱鬧，則不能排除該人在警員出現時逃跑，「可能因為擔心或相信在場警員會不分青紅皂白拘捕在場人士」。法官認為，畏罪而逃不是唯一合理推論。

#### 13日
法庭提堂

2名男子於2021年2月8日在粉嶺榮福中心外馬適路與聯捷街交界附近行人路，明知而管有、保管或控制爆炸品，即 17,300 克硝酸鉀粉末、2,870 克氧化鐵（III）粉末、1,840克鎂粉末、1,236克鋁粉末、35克硫粉末、 1,260克煙花棒、127克爆竹，及兩套無線電遙控。另管有8支伸縮棍、5枝弓、 69枝箭、45個箭頭、一把鉗及一套螺絲批；管有兩套不同牌子的無線電收發機；以及管有兩個電擊器材。2人分別被控管有爆炸品罪；其中名被告另被控管有攻擊性武器或適合作非法用途的工具、無牌管有無線電通訊器具、無牌管有槍械罪。
44歲首被告於2023年1月13日在區域法院認罪，62歲次被告就否認控罪，排期於2023年8月14日開審。
法官郭啟安關注，由於涉案化學品主要為原材料，若要製作炸彈可製成多少炸彈、尚欠甚麼材料、威力如何等。控方表示會再向專家進一步了解情況。郭啟安提及，參考辯方早前呈上法庭的求情文件後，仍未能得知首被告犯案的原因。他原有6萬元收入，擁有大好家庭，沒有明顯經濟困難。而根據他在Telegram的對話，他明知涉案物品性質，再加上當時的社會政治環境，為何會為一至兩萬元而犯案。法官又認為，本案性質有恐怖主義的成份，涉及遙控裝置，乘人不備「你在光我在黑」。本案案情嚴重，簡直係恐怖襲擊。強調不會就政治情況作出裁斷，不會因反對政權就加重罰則，只想了解其犯案原因。根據被告角色及身分，「點解會走上呢段路，變咗恐怖分子呢？」此外，法官又質疑被告只對家人感抱歉，但其餘「一句 Sorry 都冇喎」，「有冇覺得自己行為唔啱？我見唔到。」
辯方則指曾向被告了解犯案原因，但至今尚未有指示，會再向被告查詢。法官在訂下判刑日子後向被告表示，「好唔明白點解咁嘅背景嘅人會走上呢條路」，明白其家人想他盡快回家，但法庭判刑亦要考慮公眾利益。最終決定把案件押後至2月20日判刑，期間被告還押。

#### 14日
中聯辦主任換人

國務院宣佈人事令，中央駐港國安公署署長鄭雁雄接替屆齡退休的駱惠寧出任香港中聯辦主任兼港區國安委國家安全事務顧問。

#### 27日
岳義士被追討賠償

2019年9月15日在北角騷亂中毆打警員被控襲警，拒捕及管有攻擊性武器罪罪成入獄10個月的「岳義士」陳以晉，在社交媒體上公開了警務處處長透過律政司發出追討賠償信件，指當日受傷的警員5327馬智聖放了78天有薪病假，另根據公務員事務規則第1286條1項獲得僱員補償金155,850港元，由警務處處長支付，因此上述僱員補償金，警務處處長有權追討。如果14天內不付上述款項，律政司會以民事追討有關款項連相關利息及訟費。
現時身在台灣讀大學的陳以晉，對收到信的時候表示晴天霹靂，事件都已經快要過去兩年。正當放下心頭大石，以為已經沒有其他手尾，豈不知政府仍然可以用這些手段來『勒索』我。但他表明不會付錢，那有多餘錢送給你香港政府倒落鹹水海。

### 2月

#### 4日
法庭提堂

5名於2019年8月29日晚深水埗警署外發生警民衝突而被控暴動罪的男女，4日在區域法院由法官游德康判刑：
第1被告李倩瑩（24歲）及第3被告黎擎智（30歲）：入獄32個月

第2被告戴家榮（45歲）：因認罪入獄22個月

第4被告陳栩樂（20歲）及第5被告彭嘉豪（20歲）：入教導所

游德康判刑時指，今次暴動規模不算大，示威者沒有使用汽油彈，警方毋須施放催淚彈驅散，事件中除了有警員眼睛不適外，就沒有人受傷，亦無財物損毀。事發時道路仍有車輛行駛，對市民的滋擾不算嚴重。不過，法官指示威者行為直接針對警署及在內駐守的警員，挑戰法治。

#### 13日
法庭提堂

2名男子於2020年6月4日六四事件31周年，在旺角參與「遍地開花」示威活動，在旺角砵蘭街與亞皆老街交界附近，連同其他身份不詳人士參與非法集結，被控非法集結罪；另外2人因抗拒偵緝警員15245及偵緝警長33491，各被加控拒捕罪。2人早前認罪，2023年2月13日在區域法院由法官林偉權判刑，55歲送貨員非法集結罪被判入獄7個月，拒捕罪獲法庭存檔。而55歲公司東主因處理公司結業事宜申請押後判刑，獲林偉權批准，保釋至3月30日判刑，而拒捕罪獲法庭存檔。
而同案另一名22歲學生因暴動罪於2021年8月25日於區域法院由法官姚勳智判處監禁2年4個月。

#### 16日
蕭澤頤獲准延後退休

2023年4月2日，是警務處處長蕭澤頤屆齡退休之日，政府於16日宣佈延後退休年齡2年，目的是便利警隊管理層順利交接。

#### 20日
法庭提堂

於2021年2月8日，在粉嶺榮福中心外馬適路與聯捷街交界附近行人路，管有17,300克硝酸鉀粉末、2,870克氧化鐵（III）粉末、1,840克鎂粉末、1,236克鋁粉末、35克硫粉末、 1,260克煙花棒、127克爆竹，及兩套無線電遙控。被控管有爆炸品罪而認罪，20日在區域法院由法官郭啟安判刑。
法官郭啟安判刑時指，認罪的首被告黃智榮，所涉控罪屬非常嚴重罪行，最高可判囚14年，而在區域法院中最高可囚7年。根據兩宗爆炸品相關案例，法庭量刑時須考慮處阻嚇性刑罰，尤其事涉無差別針對公眾事件。另亦要考慮涉案炸藥份量及潛在傷害性。涉案化學品具一定殺傷力，可組合成閃光粉等，能製造半徑 1 至 5 米火球；又可用於製 2 至 3 枚無線遙控炸彈，「距離製成只係一步之遙」。如落入存心不良分子手中、向市民施襲，必禍及無辜及引起社會恐慌。郭啟安批評，被告明知對方買物品製炸彈仍提供涉案原材料，行為與串謀製造爆炸品無異，而非辯方所指被告「只是區區送貨員」。
郭啟安又認為，專家意見「未免過於保守」，因專家認為本案爆炸品未構成完成，只因沒發現製爆炸品說明或相關目的、計劃。但現時網絡資訊發達，炸藥製造說明可在網上取得，製作器具如電池，一般市民也不難購到，此次只是「幸警方及時破案」。案件若涉及已製成爆炸品，會以判囚6年為量刑起點，但因本案爆炸品未組裝完成，酌情下調至判囚5 年。本案雖不是在2019年社會動亂期間發生，但從通訊紀錄中，見被告等人用示威者常用暗語或術語，如「文具」等，顯示被告行為受反修例影響，是不滿警方或政府的激進分子，為爭取公義便企圖以不法手段行事，甚至不惜傷害他人，行為卑劣及屬懦夫，其悔意亦只局限於還押時對不起家人，對於有否反思罪行並沒正面交代。
郭啟安亦特別提到，反修例運動後社會回復平靜，但「仍不能排除本土恐怖主義地下化」，稱本案就是一例，「足以證明市民大眾要時刻小心防範、見疑即報，唔好掉以輕心」。最終認為，被告適時認罪、節省法庭時間，是唯一合理減刑理由，最終判囚40個月。

#### 21日
法庭提堂

1名18歲男生於2019年12月14日在秀茂坪利安道15號順利商場（一期）3樓行人天橋保管兩罐噴漆，意圖在無合法辯解的情況下，准許他人使用該物品，以摧毀順利商場的一幅牆。被控管有物品意圖摧毀財產罪，被告於開審前認罪，2023年2月21日於觀塘裁判法院由署理主任裁判官鄭紀航判刑。
辯方今進一步求情指，被告的報告內容非常正面，建議判處被告高時數社會服務令，認為已足以反映案件嚴重性。被告明白控罪嚴重，亦同意繳付3,000元賠償，以顯示其悔意及誠心悔改。
鄭紀航則指，資料顯示相關清潔費用為9,500元。控方解釋，並無指示要求被告賠償，賠償金額由辯方主動提出，希望法庭可頒下賠償令，金額轉交涉事的領展商場。鄭判刑時指，考慮到被告案發時年紀尚幼，開審前認罪顯示一定悔意，遂接納報告建議，最終判處240小時社會服務令，另頒令賠償3,000元。

#### 28日
甄子丹就反修例示威作出評論

甄子丹接受英國雜誌《GQ Hype》的訪問時候形容反修例示威不是示威，而是暴動。

### 3月

#### 2日
法庭提堂

1名23歲兼職電腦技術員涉於2019年8月29日在深水埗警署對出出欽州街一帶連同其他身份不詳的人參與暴動，被控暴動罪；2023年3月2日於九龍城裁判法院提堂控方指正處理轉介文件，申請押後案件至4月13日再訊，獲署理主任裁判官黃雅茵批准。期間被告以5,000元保釋。

#### 22日
林景楠：「黃色經濟圈是一個錯誤的示範。」

阿布泰國生活百貨創辦人林景楠在社交媒體Facebook稱「香港不能亂，也亂不起」。他又指「說好香港故事，為香港，為國家出一份力」。

### 5月

#### 2日
警方國安高層人事調動

行政長官李家超當日按《中華人民共和國香港特別行政區維護國家安全法》（《港區國安法》）第十六條第二款，任命香港警務處國家安全處處長簡啟恩為警務處維護國家安全部門負責人，即警務處副處長（國家安全），接替屆齡退休的劉賜蕙。當日生效，同日宣誓就任。
同時，李家超根據《基本法》第四十八(七)條任命警方國安處高級警司李桂華升為總警司（國家安全），同日生效。而警務處助理處長(國家安全)(二)江學禮獲擢升為警務處高級助理處長，接替簡啟恩出任國家安全處處長。

#### 27日
公民黨正式解散

有17年歷史的公民党以30票贊成1票棄權通過解散議案，是相隔接近兩年以來首次有政黨解散（對上一次有政黨解散的日期是2021年6月26日）。

### 6月

#### 6日
律政司申請禁止傳播《願榮光歸香港》

律政司6日向高等法院申請禁制令及臨時禁制令，包括禁止以任何方式廣播、表演、刊印、發布或出售歌曲《願榮光歸香港》。不論是曲調、歌詞或曲詞及有關歌曲的改編本等，前提是有意圖煽動他人犯分裂國家罪，主張將香港由中華人民共和國分離出去，或意圖侮辱國歌或使人聯想到香港是一個獨立國家，並擁有本身國歌。亦要求禁止幫助、導致、促致、煽惑和教唆或明知而授權或容許他人實施這些行為。入稟狀同時附上32條影片連結，列出要求禁播的不同版本。律政司強調，有關歌曲內容已被法庭裁定可構成煽動口號，有關歌曲亦多次被錯誤表述為「香港國歌」，對國歌造成侮辱。政府發言人指言論自由非絕對，此舉為維護國家安全，申請禁制令是必要、合理和合法，符合相關人權法案的要求。有關申請正等候法庭指示，聆訊日期待定。

#### 13日
MR WALLY被拒入境香港

日本街頭音樂人「Mr. Wally」在網上發文，在6月12日在香港機場被拒入境。當日接受入境處查問兩小時，指他曾在本港街頭演奏，屬犯法行為，因此拒絕他入境並需要遣返。他形容是「非常不合理嘅理由」。他估計，真正被拒入境理由與反修例期間，於街頭表演時展出寫有「香港人加油」的字句有關，又提到自2020年後不少日本記者或民運人士同遭拒入境。

#### 14日
特區政府發佈《願榮光歸香港》禁制令

特區政府發佈律政司於6月5日向高等法院原訟法庭申請禁制令及臨時禁制令（HCA 855/2023），以禁止四項與歌曲《願榮光歸香港》（或稱 「Glory to Hong Kong」）有關的行為。法院已於六月十二日批准特區政府以替代送達方式，送達相關法律文件。有關禁制令已上載至特區政府，律政司及警務處網站。詳情如下：
特區政府 / 律政司 / 香港警務處

#### 30日
日本記者被拒入境香港

為《日本福布斯》雜誌撰文的日本自由記者小川善照被香港拒絕入境，扣留一晚後於30日早被送上返回東京的航班，成為首名被拒入境的新聞工作者，亦是繼幾石倫子後第二位被拒入境的日本媒體人。
小川善照曾出版2019年的反修例運動着書，分別是《香港示威戰記》及《現場見證 香港鎮壓的可怕真相》。香港前區議員丶現與妻子在日本進修的「日本香港民主連盟」發言人葉錦龍強烈譴責港府無理拒絕日本記者入境香港，要求日本政府採取強硬行動保障日本國民的出入境自由。他認為，日本與香港是互相免簽證協議的地區，在國安法落實三周年出現有記者被拒絕入境，「證明香港的新聞自由及任何人進出香港的自由因國安法施行而完全消失的象徵。」

### 7月

#### 3日
法庭提堂

1名女子於2019年9月21日被警方拘捕，涉嫌在元朗康樂路輕鐵站對面撿起地上的易拉架擊中1名男子的頭部，被控2項有意圖傷人罪、妨礙司法公正罪及暴動罪。2023年7月3日於區域法院開審。

#### 11日
法庭提堂

2019年8月29日深水埗警署暴動案，8人被控暴動及在公眾地方管有攻擊性武器等罪，1人早前認罪，餘下7人否認控罪；經審訊後，2023年7月11日於區域法院由法官王詩麗裁定當中28歲男子不適宜受審，當庭釋放，並希望他接受精神治療。另外6人罪成。案件押後至7月27日求情，8月2日判刑，期間所有罪成被告還押，並為4名未滿21歲被告索取院所報告。

### 8月

#### 2日
法庭提堂
2019年8月29日深水埗警署暴動案，7名不認罪的被告於2023年8月2日在區域法院由法官王詩麗判刑：
- 張嘉棟（21歲，學生）及田倬行（25歲，車房職員）不認罪受審，被裁罪成；判囚32個月；
- 顧嘉杰（25歲，廚師）開審前認罪，獲認罪扣減，考慮親友對他們具正面評價，事後改過自新，努力工作，酌情額外減刑兩個月。被判囚24個月。而另承認管有鐳射筆而被控的公眾地方管有攻擊性武器罪，判囚4個月18日，與暴動罪刑期同時執行；
- 冼穎聰（28歲，無業）獲裁定不宜受審，故他面對的兩罪不成立，當庭釋放；
- 而未成年的被告 - 鄺煒心（16歲，學生）、馬姓女生（16歲）、姚姓女生（15歲）及 13歲女童，王詩麗表示，根據紀錄，姚姓被告在更生中心表現一般，曾有違規行為。明白被告面對審訊會受到壓力，但認為被告罪責及背景，不宜判處更生中心。法官認為4人尚算年輕，根據本案罪行嚴重性，適合判入教導所，以接受全面培訓，並希望被告接受精神及心理治療。最終判4人入教導所。

王詩麗判刑時指，案發於人煙稠密的深水埗，現場有人於馬路噴漆、阻塞交通、於馬路飛奔，影響他人。示威者又以鐳射筆照射警署，大聲辱罵警員，其行為針對警署，公然挑戰執法者。而眾被告有所準備，帶備口罩、急救用品、防毒面具、電筒及鐳射筆到場犯案。但法官接納根據本案暴動範圍、人數、時間，認為嚴重性較同類案件低。當中第5被告鄺煒心（16 歲，學生）現就讀護理學課程，案發時攜帶急救用品到場，希望照顧示威者，現已有所反省。第6被告馬姓女生（16 歲）患抑鬱症及焦慮，但沒有放棄，其文憑試成績不俗。而13歲女童犯案時未意識到嚴重性，另有情緒障礙，於 2019年6月曾數次參與示威活動，但不知本案集結目的，因好奇而逗留在場。即使被告沒有親自作出暴力行為，但他們共同行事，以暴力手法作出破壞社會安寧的行為。另亦不能忽視眾被告有所準備，例如帶備口罩、急救用品、防毒面具、電筒及鐳射筆到場犯案。而案發於人煙稠密的深水埗，暴動人數由數十人增至後期的過百人。有人於馬路噴漆、有人阻塞交通、於馬路飛奔，影響他人，示威者在多次警告後才離開現場。示威者以鐳射筆照射警署，又大聲辱罵警員，其行為針對警署，公然挑戰執法者。警方象徵法治及秩序，需予以尊重及保護，免受虐待。若然容許對警員的蔑視及辱罵，便會損害法治。然而，考慮本案暴動範圍、人數、時間，認為嚴重性較同類案件低，影響有限。因此作出上述判刑。

#### 30日
終極黃藍地圖停止運作

為提供黃藍餐廳和黃藍商店的終極黃藍地圖（截至停止運作前，終極黃藍地圖是全港唯一一個可靠的資訊來源和資訊平台）停止運作。製作團隊認為風險增加。

#### 23日
法庭提堂

12港人案中最後1人的鄧棨然，因2019年9月30日於灣仔區發生的「串謀縱火」案，被控一項「串謀有意圖而縱火罪」，以及屬交替控罪的「管有物品意圖摧毀或損壞財產罪」。2023年8月23日在區域法院提堂。辯方申請押後待被告申請法援，以及處理控方可能就潛逃事件新增的控罪。法官高勁修將案押後至11月2日訊，被告無保釋申請繼續還柙。

### 9月

#### 19日
入境事務處處長換人
國務院根據行政長官李家超的提名，於9月13日任命入境事務處副處長郭俊峯接替屆齡退休的區嘉宏為入境事務處處長。

### 11月

#### 2日
法庭提堂
2男3女於2019年10月27日於尖沙咀爆發警民衝突中，被指在旺角亞皆老街 117-121 號外的公眾地方，分別管有鐳射筆、噴漆、士巴拿、強力膠、扳手、鉗子等物品，事隔逾2年半被起訴「在公眾地方管有攻擊性武器」等6罪。其中1名40歲被告否認控罪，經審訊後，2023年11月2日於九龍城裁判法院由裁判官林子康判處罪名成立，還押至11月17日求情及判刑。
另外4名被告其中3人認罪，馮詩詠（18歲）及梁翰堯（24歲）被署理主任裁判官黃雅茵於2022年10月，判馮接受240小時社會服務令，梁翰堯則判囚6個月，陳詠琪（23歲）承認管有噴漆及六角扳手，被判囚4個月。彭海兒（21歲）獲控方同意自簽1,500元、守行為18個月結案，並撤銷其控罪。
林子康引述控方案情指，案發日下午4時50分之後，案發地有遊行示威及堵路情況，防暴警員到場追趕一群黑衣人，其中一名警員成功截停被告，從其背包檢取涉案兩支鐳射筆，分別可發出綠色及藍色光束，有另一位在場警員供稱，「印象中」有人向警車照射綠色及藍色的鐳射光，但沒印象曾接觸被告。辯方指，呈堂新聞片段看不到有人使用鐳射筆，裁判官表示，新聞片段未能覆蓋整個現場範圍，故未能排除有人使用有鐳射筆，不過在場警員僅指「有印象」，又未曾接觸被告，該證供與案件的關聯有限，本案沒有直接證供，指被告使用鐳射筆。
至於被告早前辯稱，因為家住鄉村寮屋，附近有猴子、野豬出沒，過往曾被猴子襲擊，之前帶備行山杖驅趕牠們自保，後來因時勢，例如「魚蛋革命」發生後，害怕因帶行山杖被截查，所以轉用鐳射筆近一年；林子康認為，司法認知指2019年6月後，社會出現大量反送中示威，2018年間，即使有因帶行山杖被截查，也只是個別事件，認為被告的擔憂不合理。主控官盤問時指被告可轉用強力電筒等其他工具驅趕野豬、猴子，被告稱強力電筒沒有足夠射程，但只是說「未必得」，可見他不肯定。被告於盤問下承認，知悉當時有示威者使用鐳射筆，他理應同樣擔憂，帶鐳射筆會引致警方截查，被告卻在盤問下指即使因此被截查，「截咪截，check 完就放」，而被告住在鄉村地方，附近為山路，帶行山杖更合理，應該都可以抱持「截咪截，check完就放」的心態，拒絕接納其辯解。
至於被告背包中被檢獲寫有「香港獨立」的旗幟，被告則辯稱於2018年的遊行中結識一名叫「鄭俠（音）」的朋友，鄭稱被告的家較大，故將旗幟暫時存放到他家中，而案發當日，被告相約了鄭到旺角，將旗幟歸還給他。林子康指，主控官於盤問時指出，該物品不會霸佔許多位置，可以存放在背包內，被告及後轉稱當時鄭手上有許多物品，故著自己保管一小袋物品，官因此拒納其說法，又認為不可能事隔一年，兩人突然相約交收物品。
綜合證供，案發前多名黑衣人衝出馬路，以欄杆、垃圾桶等阻塞交通，而被告身穿黑色衣物，戴黑色面罩、口罩、鴨嘴帽及手袖等，與其他示威者衣著類同，而常人外出不會帶備兩支鐳射筆，在當時的情況下，鐳射筆沒任何合法用途，唯一不可抗拒的推論為，被告有備而來，參與示威或非法活動，帶備物品以掩飾身分和處理衝突導致的傷口。被告自己患羊癎症，因病容易摔倒，背包中被搜出的3支生理鹽水為處理傷口之用，林子康認為處理傷口毋須這麼多物品，拒納其解釋。被告的隨身物品與示威及非法活動相關，即使兩支鐳射筆並非攻擊性武器，他的意圖為用以攻擊他人、或容許他人用鐳射筆攻擊別人，兩支鐳射筆分別可以在 40 米及 60 米的照射下傷害人的眼球，唯一不可抗拒推論為被告在公眾地方，意圖用鐳射筆作攻擊性武器。即使辯方指，沒證供顯示現場有人使用鐳射筆，裁判官認為此並不重要、不相關，因為涉案控罪為「預防性控罪」，控方毋須證明被告曾使用鐳射筆，「被告嘅意圖先係最為關鍵」，加上當日在警方到達現場時、被告被截停前，被告沒有照射的目標，裁定控方在毫無合理疑點下舉證，因此裁定罪成。

## 2024年

### 1月

#### 23日
陳國基在聯合國解說

政務司司長陳國基以中國代表團副團長身份在瑞士日內瓦出席聯合國人權理事會普遍定期審議工作組會議。除開場發言外，他亦積極回應各方有關香港特區人權狀況的意見和建議，同時嚴正駁斥少數國家的無理失實言論。特區政府會繼續全力配合國家參與聯合國人權理事會普遍定期審議的工作，有理有據、有力有節地向國際社會講好香港特區人權故事。
陳國基说，沒有國家會對危害國家安全的行為和活動袖手旁觀。對於懷疑是否有必要訂立香港國安法的人，回顧2019年香港最黑暗的時期。當時街道出現前所未見的暴力和隨意襲擊，暴徒投擲數千枚汽油彈、破壞公共設施、嚴重堵塞交通、惡意襲擊執法人員，致使社會嚴重受創。激進分子更明目張膽鼓吹“港獨”、尋求外國干預，嚴重損害國家主權、安全和發展利益。制定香港國安法正旨在應對有關情況，讓社會回復穩定安全，亦讓香港市民重獲在“黑暴”期間被奪去的權利和自由。實施香港國安法對香港市民回復安定繁榮的生活，至關重要。基本法在憲制層面保障基本權利和自由，包括言論和新聞自由等重要。香港國安法第四條明確訂明，維護國家安全應當尊重和保障人權。任何根據香港國安法採取的措施和執法行動必須遵守此原則。很多權利和自由並非絕對，《公民權利和政治權利國際公約》明確指出必要時可通過法律予以限制，以保障國家安全或公共秩序，又或保障他人權利和自由。事實上，香港完全符合《公民權利和政治權利國際公約》及其他相關國際公約的適用條文。警方所有執法行動均嚴格依法進行，當中包括有關保障基本權利的規定。該等行動完全根據證據和適用法律採取，與相關人士的背景、職業或政治立場無關。每個國家都會制定維護國家安全法律，這既是主權國家的固有權利和責任，也是國際慣例。事實上，就維護國家安全進行本地立法是我們的憲制責任。進行立法工作時會兼顧基本法條文，包括有關保障人權的條文。香港特區政府一如既往，堅定不移保障人權，並按照本港實際情況力臻完善。既把支援婦女、兒童、長者、弱勢社群、少數族裔以至所輸入勞工等人士的工作，做得更到位；亦經受考驗，轉危為機，變得更強大。憑藉國家堅實支持，繼續在由治及興的新征程上更好發揮自身的獨特制度優勢。自香港特區一九九七年成立以來，“一國兩制”方針一直是香港長期繁榮穩定的重要基石。此成功國策確保香港維持獨特優勢，符合國家根本利益。隨着香港國安法貫徹落實和選舉制度經過完善，在動亂中惶恐度日已成過去，社會治安穩定得以回復，香港重回正軌。在國家憲法、基本法以及國際公約適用於香港有關規定的保證下，香港市民可以繼續享有合法權利和自由。法治是香港賴以成功的基石和核心價值。香港在基本法保障下實施普通法制度，司法權亦獨立行使，本港司法機構廣受國際認同。香港既是高度市場化、開放和國際化的經濟體，亦堅守法治，集作為國際都會成功元素於一身。政府竭誠為廣大市民建設香港成為更美好的城市。通過在房屋、兒童和青年發展、醫療、經濟發展等不同範疇推行針對性政策，致力促進社會關愛共融、經濟蓬勃發展。憑藉國家堅實支持和“一國兩制”此獨特安排，香港作為世上唯一兼享全球優勢和中國優勢的城市，將繼續繁榮發展。

### 3月

#### 6日
特区政府驳斥彭博社关于基本法第23条立法错误报道

特区政府发布新闻公报，驳斥美国彭博社分别以“HK says Telegram should be prohibited in Article 23 proposal”及“HK says Signal should be prohibited in Article 23 proposal”作标题，以及题为“HK Security Law Public Consultation Lists Facebook, YouTube Ban”的錯誤报道。公报说，上述报道声称特区政府会立法禁止有关平台在港运作，继而令人对基本法第23条立法建议产生误解和恐慌，对此特区政府表示强烈不满和谴责。
特区政府严正声明，并无建议禁止任何社交媒体、影片分享平台或串流平台在香港运作。相关立法会文件附件所载的，乃特区政府于有关公众咨询中接收到的书面意见摘要，该附件内容横跨75页。然而，彭博社只片面挑出当中的三项所收集的意见，并配以断章取义的标题，企图误导国际社会和特区市民以为特区政府将会采纳有关意见，或将禁止相关平台在香港特区运作，其意图实在令人怀疑。“彭博的假新闻已影响其可信性，及其在媒体界的公信力。要求彭博须确保往后有关基本法第23条立法的报道公正、持平，以免任何读者受到进一步误导。”发言人称。
特区政府发言人表示，正如特区政府多次强调，基本法、《公民权利和政治权利国际公约》、《经济、社会与文化权利的国际公约》保障个人权利和自由的相关条文，包括言论自由的条文，同样适用于建议的维护国家安全本地法例。香港国安法第四条明确规定香港特区维护国家安全同时亦应当尊重和保障人权。特区政府立法时，必定依照相关国际标准保障人权自由。特区政府会适当参考在公众咨询期间所收到的意见，争取尽快将《维护国家安全条例》草案定稿，以提交立法会进行审议。

#### 30日
特區政府駁斥美國《2024年香港政策法報告》

特區政府30日發表聲明，針對美國國務院29日發表《香港政策法報告》2024中有關香港特區各方面情況的失實言論和污衊抹黑，作出駁斥。
發言人重申，特區政府強烈譴責和反對美國通過所謂2024年《香港政策法》報告及相關聲明，對‘一國兩制’成功實踐下的香港作出肆意詆毀和政治攻擊。香港特區是中華人民共和國不可分離的部分，是一個在‘一國兩制’下享有高度自治權、直轄於中央人民政府的地方行政區域。美國重施故技，對香港特區各方面情況發表以政治凌駕法治、顛倒是非的謬論，公然干涉屬中國內政的香港事務，試圖破壞香港繁榮穩定，結果只會醜態畢露，絕不會得逞。“特區政府堅決維護國家主權、安全和發展利益，全面準確貫徹‘一國兩制’方針的最高原則。特區政府堅定不移全面準確實施《香港國安法》《維護國家安全條例》及香港特區其他維護國家安全的相關法律，依法有效防範、制止和懲治危害國家安全的行為和活動，同時依法保障香港市民的權利和自由，確保‘一國兩制’實踐行穩致遠。特區政府強烈要求美國立即停止不符合國際法和國際關係基本准則的行為，立即停止干涉中國內政和香港事務。”對美國國務卿安東尼·布林肯宣佈，美國國務院準備對華盛頓認為 "對壓制權利和自由負有責任 "的一些香港官員施加所謂‘簽證限制’和所謂‘制裁’，全屬卑劣政治操作，妄圖恫嚇維護國家安全的香港特區人員，明目張膽地對中國內政和香港事務作出干涉，違反國際法和國際關係基本准則。香港特區對美國所謂‘制裁’和‘簽證限制’嗤之以鼻，無懼任何威嚇，堅定不移履行維護國家安全的責任。”
中國駐美國大使館發言人也重申，“香港是中國的特別行政區，香港事務屬於中國內政，任何外國無權干涉。美方無視事實，對香港事務說三道四，對中國中央政府和香港特區政府無端指責，一再詆毀抹黑香港《維護國家安全條例》，妄圖對香港進行無理單邊制裁，甚至制裁履職盡責的特區人員。中方對此強烈不滿，堅決反對。”香港國安條例平衡兼顧維護國家安全和保障權利自由及經濟發展，充分借鑒其他國家特別是普通法國家立法經驗，充分尊重和保障人權，明確界定罪行要素，清楚劃分了罪與非罪，切實保護在港外國機構、組織、人員的正當商業行為和國際交往需要，完全不影響香港的高度自治，不改變香港原有的資本主義制度和生活方式，有利於香港更好發揮獨特地位和優勢，更好深化同各國各地區的交往合作。美國自己的國家安全體系密不透風，立法數量之多、域外效力之廣世所罕見，卻在香港制定國安條例問題上指手畫腳，這是赤裸裸的政治操弄和虛偽雙標。
發言人指出，香港回歸以來，“一國兩制”、“港人治港”、高度自治方針得到切實貫徹落實，香港居民享有的各項權利和自由依法得到充分保障。實施香港國安法和完善特區選舉制度以來，香港法治和營商環境更加優良，法治指數繼續在全球名列前茅，外國投資者對香港的信心進一步增強，國際金融貿易航運中心地位進一步鞏固，這都是不容否認的客觀事實。中國政府維護國家主權、安全、發展利益的決心堅定不移，貫徹“一國兩制”方針的決心堅定不移。我們敦促美方切實尊重中國主權和香港法治，恪守國際法原則和國際關係基本准則，立即停止插手香港事務、停止干涉中國內政。

### 5月

#### 4日
法庭提堂

2020年3月30日跑馬地警署縱火案，6名男女被控縱火及妨礙司法公正罪，其中1人認罪，5人否認控罪。經審訊後，2024年5月4日於區域法院由法官王詩麗裁決全部罪名成立。
王詩麗指，閉路電視片段中的人士，特徵與被告一致，認為同案認罪被告在夜闌人靜時換車牌，不會讓無關的人登車，另一被告招認「負責睇水」，亦加強片段的辨認證據。官指，被告雖角色不同，但有預謀、組織及分工，共同按犯罪計劃行事。
官指，其中1被告因縱火罪被捕後，其母著胞弟「將嗰啲嘢逐樣扔咗佢」，裁定兩人「心裡有數」摧毀證據，妨礙司法公正罪成；胞弟另被指管有易燃物品，官指貨倉有多人可自由進出，未能證明他「實質管有」有關物品。案件押後至6月24日求情，期間各被告須還押候判。

### 6月

#### 12日
保安局宣佈對六名國安逃犯實施限制措施

保安局局長鄧炳強舉行記者會，根據《維護國家安全條例》宣佈對六名被發出通緝令的國安逃犯 - 羅冠聰、蒙兆達、劉祖迪、鄭文傑、霍嘉誌和蔡明達列為指明潛逃者。根據法例向這些指明潛逃者作出以下措施。
第一，禁止提供資金或處理資金，即不可為他們提供金錢或其他資金，或替他們處理任何金錢或資金；
第二，禁止與不動產相關的某些活動，意思即是不可將樓宇租給他們，或向他們租入樓宇。如果買賣樓宇的話，這已經相等於剛才我說的第一項，即是提供資金或處理資金；
第三，是涉及有關潛逃者合資企業或合夥相關的禁止，即不能夠與這些人合夥做生意；
第四，撤銷他們的特區護照；
第五，將他們的執業資格暫時吊銷；以及
第六，暫時罷免他們的董事職位。
為了不影響無辜的第三者，樓宇的租賃合約如在我作出指明潛逃者之前簽署，或合夥協議在我作出指明潛逃者之前（簽署），是不受影響。就每一個人是實施哪項措施，已在憲報詳細列出。
鄧炳強就上述措施強調以下幾點：
第一，已就上述措施要求有關部門和相關機構根據法例執行措施。
第二，這六名指明潛逃者都是潛藏在英國。自從香港特區實施《香港國安法》和訂立《維護國家安全條例》之後，英國官員、政客、一些組織和一些媒體等都以一些歪曲事實的方法，抹黑特區政府，目的是破壞我們的法治。剛才所說的人士，亦在一些香港與國家安全有關的案件上試圖影響審判結果。此外，中國駐英國大使館早前亦指出英國政府編造個案，以違反英國國安法為名，檢控香港駐倫敦經濟貿易辦事處一名同事。這六名指明潛逃者在英國得到包庇，而繼續勾結外部勢力去從事一些危害香港和國家安全的活動，包括繼續鼓吹分裂國家、繼續鼓吹顛覆中央政府和繼續作出一些煽動意圖，因此我們有需要採取這次將他們作為指明潛逃者的行動。這些措施是為了應對、打擊、阻嚇和防止這些潛逃行為，並希望促使被指明的潛逃者自己拿出勇氣，返回香港，面對和接受法律和司法程序。
第三，除獲得保安局局長（批予）的特許授權外，如果任何人違反我剛才所說的措施，最高可以判七年監禁，警方必定會嚴正執法。
第四，至於其他潛逃的通緝犯，我們會不時檢討情況，在有需要時亦會根據法例將他們作為指明潛逃者，實施相關措施，對他們的潛逃行為予以打擊。
最後我在此呼籲，任何市民應該避免跟這些潛逃者有任何金錢或財務上的瓜葛，切勿與這些危害國家安全的罪犯有任何同流合污的情況出現，大家千萬不要以身試法，多謝大家。

### 7月

#### 4日
聯合國人權理事會會議

聯合國人權理事會本月4日在瑞士日內瓦舉行的會議上正式通過普遍定期審議工作組關於中國的審議報告。香港特區政府發言人昨日表示，特區政府會繼續與社會各界攜手並肩，以安全守護人權、以發展促進人權、以合作推進人權，有理有據、有力有節地向國際社會講好香港特區人權故事。
特區政府一直全力配合國家參與審議工作，積極回應一些國家有關香港特區人權情況的意見和建議，同時嚴正駁斥少數國家的無理失實言論。展望未來，會繼續與社會各界攜手並肩，以安全守護人權、以發展促進人權、以合作推進人權，有理有據、有力有節地向國際社會講好香港特區人權故事。政府堅決維護國家主權、安全、發展利益，全面準確貫徹「一國兩制」方針的最高原則，同時依法保障香港居民和在港其他人的合法權益、權利和自由，堅定不移維護香港社會整體利益和長期繁榮穩定，確保「一國兩制」實踐行穩致遠。

#### 9日
平野雨龍被入境處拒絕入境

日本社運人士平野雨龍原訂於7月1日悼念在2021年7月1日刺警後自殺身亡的梁健輝，但6月27日到達香港國際機場時被入境處職員拒絕入境，成為第四位被拒入境的日本人。

#### 16日
法庭提堂

警方重新拘捕1名20歲男學生，他因參與2020年6月30日，在香港九龍觀塘觀塘道418號創紀之城第五期APM內與蔣焯生、黃楚婷、張仲綸及連同其他身份不詳的人，參加憑藉公安條例第18(1)及18(3)條屬未經批准集結的「和你Sing」示威活動。被控一項「參與非法集結」罪。2024年7月16日在觀塘裁判法院首度提堂。
總裁判官蘇惠德應控方申請，將案件押後至7月23日答辯（司法機構網站周三顯示改為7月24日），以待警方準備閉路電視片段及截圖，被告沒有保釋申請，還押候再訊。

#### 19日
特區政府駁斥美國國會要求“制裁”

香港特区政府18日在其新闻公报网站表示，强烈谴责并反对美国众议院美中战略竞争特设委员会及美国国会及行政当局中国委员会去信美国政府，就香港基本法第二十三条立法及香港特区维护国家安全的工作发表失实及污蔑言论，并要求美国政府对特区政府官员、法官、检控人员及警务人员实施所谓“制裁”，针对有关人员作出恶意诋毁和卑劣恫吓。
特区政府发言人表示，有关信件提及的所谓“制裁”，全属卑劣政治操作，妄图恫吓维护国家安全的香港特区人员，明目张胆地对属于中国内政的香港事务作出干涉，违反国际法和国际关系基本准则。香港特区对所谓“制裁”嗤之以鼻，无惧任何威吓，坚定不移履行维护国家安全的责任。在香港基本法及《香港人权法案》的保障下，所有面对刑事指控的人均享有由有独立审判权的司法机关进行公平审讯的权利。香港特区法院独立进行审判，不受任何干涉。特区政府会一如既往坚定不移、全面准确实施香港国安法、《维护国家安全条例》及香港特区其他维护国家安全的相关法律，依法有效防范、制止和惩治危害国家安全的行为和活动，并强烈要求美国政客立即停止干涉属于中国内政的香港事务，以及停止恶意抹黑香港特区的维护国家安全法律及相关案件的执法、检控和审判工作。

#### 31日
法庭提堂

2020年3月30日跑馬地警署縱火案，6名男女縱火及妨礙司法公正罪成，2024年7月31日於區域法院由法官王詩麗判刑。以下為各被告案發時年齡：
縱火罪被告：甘偉達（44歲，教車師傅），認罪，獲扣減刑期，入獄41個月；倪永聰（23歲，售貨員）、區躍南（22歲，髮型師）、黄浩程（18歲，送貨工人），不認罪，入獄63個月
妨礙司法公正罪被告：倪炳楠（20歲，售貨員）及丁鳯霞（43歲，售貨員），考慮兩人候審數年承受壓力，不認罪，獲扣減刑期，入獄6個月；倪炳楠另被控一項管有物品意圖摧毀或損壞財產罪不成立
王詩麗批評4名縱火被告行為興風作浪，唯恐天下不亂，目無法紀，公然挑戰權威，亦不顧當值警員會否受傷。若其行為令油站起火，火勢隨時蔓延，一發不可收拾，可見他們漠視生命財產，藐視法律。至於銷毀證據的兩母子，法官指他們一心為協助及保護家人犯案，並非早有預謀，其行為沒有重大影響提控，或影響證據份量。縱火罪性質嚴重，法庭沒有忽略案發於凌晨，地點並非人煙稠密，事件沒有造成人命傷亡，但強調本案有其嚴重性，共有4人伙同犯案，亦非涉及家庭和感情糾紛，有預謀計劃分工行事。被告身穿黑衣，負責不同角色，有人負責駕車接載、準備汽油彈材料、提供製作場地、在場監察。而且涉及3枚汽油彈，數量多，行為務必令警署多處著火。法官指，2019年開始的社會運動中，不少人針對警方進行違法行為，隨後因疫情令社會動盪有所平息，但4名被告興風作浪，唯恐天下不亂，目無法紀，公然挑戰權威，亦不顧當值警員會否受傷。案發於油站附近，如行動令油站起火，火勢隨時蔓延，一發不可收拾，禍及附近民居，沒有造成更大損害實屬僥倖。而現場檢獲的汽油彈碎片被驗出有易燃溶劑。被告的縱火行為可顯示他們漠視生命財產，藐視法律。
至於辯方指，被告黄浩程已23歲，已無法判處教導所。王詩麗指，他受審時已年屆21歲，明知定罪亦無法入教導所，而且案情嚴重，即使未滿21歲亦不宜判處教導所。而辯方指他們抗辯過程務實，曾簽署3份承認事實，節省法庭時間。法官反駁指，各被告有不同爭議，曾詳細盤問證人，又多次播放片段，而承認事實內容大多為難以抗辯的事實，故不會因而減刑。

### 9月

#### 5日
法庭提堂

1名32歲放射治療師，於2019年12月5日在「連登」一則帖文下留言，提及「打狗」、「殺狗」等字眼，煽惑他人襲警，在香港意圖使該、或該些警務人員身體受嚴重傷害，而非法煽惑其他人士非法及惡意導致香港警務處警務人員身體受嚴重傷害。3年後被控一項「煽惑他人有意圖傷人而導致有人身體受嚴重傷害」罪，被告不認罪，經審訊後被裁定罪成，2024年9月5日於區域法院由暫委法官香淑嫻判刑。
香淑嫻判刑時指，現年32歲的被告，碩士畢業，修畢放射科學醫療影像，原在醫管局任職放射師，因本案而失去工作，轉至私家診所任職。官引述辯方指，他的專業資格可能受影響，因本案而陷入低潮，幸獲家人支持案發至今已5年，被告於2022年被起訴，長時間承受沉重壓力。當時熾熱的社會氣氛已不復存在，本案為個別事件，重犯機會低。又提到辯方指，本案審訊期間，辯方同意大部分案情節省法庭時間。
涉案留言由被告發出，而被告留言前，帖文主要討論如何避開警方追捕，但被告突然提出逃離後可作「搶裝」、「打狗」、「殺狗」等主動攻擊行為，針對警方乘勝追擊。法官指，被告誘導讀者提出建議，討論傷害警員。而被告顯然提議、鼓勵及慫恿受眾惡意傷害警員。法官指，考慮到留言用字、社會背景、前文後理等，被告已構成煽惑其他非法及惡意傷害警員。被告在留言中提及「打狗」、「殺狗」等字眼，對警方執勤時的安危構成風險。當時帖文樓主回應「打狗瞓低晒」等，可見被告的留言已對人構成影響，令人想到可作出暴力行為。留言針對對象為執勤中的警員，被告又強調「冇共識冇得搞」，可見呼籲人夥同犯案。被告的行為正面挑戰司法制度及法治，增加警方執法困難，令警方面對暴力風險。以互聯網作犯案平台，以盡快煽惑他人傷害警方，而留言屬公開，公眾人士可隨時瀏覽內容，可容易及即時傳播予廣大受眾，增加罪行嚴重性。其罪責高，但考慮到只涉一則留言，沒有證據證明留言成功煽惑他人傷害警方，被告亦非對社會有影響力。以監禁15個月作量刑起點，而被告堅持沒有煽惑意圖，可見他沒有悔意。但考慮辯方審訊期間承認大部分案情，被告初犯，「初嘗鐵窗滋味」，酌情減刑兩個月，最終共判囚13個月。

#### 7日
特區政府和外交部駐港公署駁斥美國國務院“警告”

政制及內地事務局局長曾國衞在商業電台節目《政經星期六》上，就美國國務院、農業部、商務部、國土安全部及財政部，聯合更新針對香港的營商建議作出批評。斥對方是為子虛烏有、顛倒黑白，屬西方國家的慣常伎倆。強調不論是《港區國安法》或《基本法》23條立法都是穩定香港的定海神針，本港的言論自由亦受到保障，外界發出所謂的警示都是故意打壓國家及香港的發展。國家整體經濟情況向好，未來發展機遇無限，他指大多企業都是趨利，哪裡有發展潛力，自然能吸引資金及人才，強調香港在各個領域上仍佔據領先位置，只要香港的優勢仍在，相信不會受到影響，市民亦不應妄自菲薄。
政務司司長陳國基在一個活動上接受傳媒採訪時就美國的“警告”作出回應。陳國基指美國純粹是無所不用其極，想透過香港打壓我們國家的發展，這是很明顯的。而且美國國家安全方面的條例比我們的更嚴，刑罰比我們的更重，那為甚麼要針對香港呢？因為美國這些言論帶有恐嚇成分，希望嚇走所有有意來港投資的商人。希望大家香港市民都要看清楚，要小心應對，美國未來肯定還會借不同藉口打壓香港，都要小心應對。大家不要聽他們的說法。《國安法》和《維護國家安全條例》推出後，大家看到我們的社會已經回復正常、恢復秩序，做生意的可以放心，走在街上也很安全，我相信帶給我們穩定的作用。大家很容易看到，只是一小撮違反國家安全人士，我們才需要用《國安法》檢控，而所有檢控，亦是在法庭公開、公正、公平地審訊。
外交部駐港公署發言人對美國的“警告”表示强烈不满、坚决反对，予以严厉谴责。發言人重申中央人民政府始终全面准确、坚定不移贯彻“一国两制”“港人治港”、高度自治方针。以宪法和基本法为基础的特区宪制秩序稳健运行，中央全面管治权得到落实，特区高度自治权正确行使。中央政府坚定支持香港长期保持独特地位和优势，巩固国际金融、航运、贸易中心地位，维护自由开放规范的营商环境，保持普通法制度，拓展畅通便捷的国际联系。制定和实施香港国安法、香港《维护国家安全条例》，为香港营商环境提供了有力保障，完全符合国际法和各国通行惯例，充分借鉴其他普通法国家司法实践，充分尊重和保护人权，构筑起维护国家安全的坚实屏障，有力保障了香港繁荣稳定，进一步提升了香港市场化、法治化、国际化的一流营商环境，在港注册非本地公司数量创历史新高，银行机构存款稳步增长，充分显示国际投资者对香港信心进一步增强。
長期唱衰香港营商环境是美方打压香港发展的一贯伎俩，不仅恐吓不了国际投资者，更为自身国际信誉增添污点。此次故伎重施，罔顾香港由治及兴的事实，渲染企业在港营商所谓“风险”，甚至在报告中公然将中华人民共和国和香港相提并论，充分暴露出美方从未正视香港早已回归祖国的事实，是不折不扣的“一国两制”实践和香港繁荣稳定的干扰者、搅局者和破坏者。敦促美方恪守国际法原则和国际关系基本准则，切实尊重中国主权和香港法治，撤销所有涉港无理制裁，停止以任何方式干预香港事务和中国内政。

### 12月

#### 24日
保安局和警方國安處聯合記者會

保安局和警方國安處舉行聯合記者會，保安局局長鄧炳強宣佈根據《維護國家安全條例》，將被警方國安處通緝的七名逃犯實施以下措施，並在憲報刊登有關公告：
七人名單：許智峯、郭榮鏗、袁弓夷、郭鳳儀、邵嵐、許穎婷及任建峰，「禁止提供資金等或處理資金等」、「禁止與不動產相關的某些活動」、「與涉及有關潛逃者的合資企業或合夥相關的禁止」及「撤銷特區護照等」。而郭榮鏗及任建峰「暫時吊銷執業律師資格」，袁弓夷「暫時罷免董事職位」，涉及七間企業。
而警務處副處長（國家安全）簡啟恩宣佈第3波國安通緝名單及警方國安處總警司李桂華簡報被通緝人士的控罪，6人為：
前公民黨副秘書長，前黃大仙區區議員劉珈汶；

前學生動員召集人鍾翰林；

前香港民意研究所副行政總裁鍾劍華；

前星島日報加拿大版總編緝何良懋；

前無線電視藝人鄭敬基；

及學生張晞晴。

六人各縣紅一百萬港元通緝。
保安局局長鄧炳強最後總結，特區政府依法打擊危害國安潛逃者的必要性和決心堅定不移。今次打擊的目標對象，包括一些被通緝時間較長，並一直潛逃海外，死心不息繼續透過各種方式危害我們的國家安全，肆意勾結外部勢力包庇其惡行的危害國家安全分子。鄧嚴正指出，任何危害國家安全的人士不要以為身處海外便可逃避刑事責任、逍遙法外。特區政府必會用盡所有方法，依法追捕及打擊潛逃海外危害國家安全的罪犯，全力做到「違法必究，雖遠必誅」。呼籲社會大眾不要以身試法，市民應該避免與指明潛逃者有任何金錢或財務上的瓜葛，以免觸犯相關法例。

#### 31日
海關關長換人

中央人民政府根據行政長官李家超的提名和建議，任命海關副關長陳子達接替屆齡退休的何佩珊出任海關關長。

## 2025年

### 3月

#### 27日
特區政府斥責英國“香港問題半年報告”

特區政府發言人27日晚上就英國發表所謂“香港問題半年報告”中對香港特區各方面情況的失實言論和污衊抹黑，表示強烈譴責，並必須嚴厲直斥其非。
英國通過所謂半年報告，就香港事務說長道短，肆意以政治凌駕法治，妄圖以政治卑劣技倆，干預香港依法施政，予以駁斥。香港特區是中華人民共和國不可分離的部分，是一個在“一國兩制”下享有高度自治權、直轄於中央人民政府的地方行政區域，中英聯合聲明的核心要義是中國恢復對香港行使主權，沒有賦予英國干預回歸後香港事務的權利。英國對回歸後的香港無主權、無治權，也無監督權。特區政府再次強烈敦促英國認清事實，遵從國際法和國際關係的基本準則，立即停止干涉純屬中國內政的香港事務。
- 外交部驻港公署斥責英國“香港問題半年報告”

针对英国政府再次发布所谓“香港问题半年报告”，对香港事务指手画脚，抹黑香港人权法治，外交部驻港公署发言人表示强烈不满和坚决反对，指出有关内容罔顾事实、颠倒黑白，是对包括“不干涉别国内政”在内的国际法和国际关系基本准则的公然践踏，敦促英方立即停止炮制涉港报告的政治操弄。
《中英联合声明》的核心要义是中国恢复对香港行使主权，随着1997年香港回归中国，《中英联合声明》中所规定的与英方有关的条款已全部履行完毕。香港回归后，中国政府治理香港特区的法律依据是中国宪法和香港基本法，英方对于回归后的香港无主权、无治权、无监督权。事实已经证明，香港回归以来，中国政府全面准确、坚定不移贯彻“一国两制”、“港人治港”、高度自治的方针。当前香港法治环境更加优良，社会更加安定团结，香港居民依法享有的各项权利自由得到更好保障。而英国在殖民统治香港的150多年间，从未赋予港人民主权利，集会自由受到严苛限制。英方所谓“报告”本质上是殖民主义的遗毒、意识形态偏见的产物。香港国安法和香港国安条例完全符合国际法和各国通行惯例，充分尊重和保护人权。反观英方，自身国安法律多达十余部，2023年还出台了新《国家安全法》，动辄借国安之名任意逮捕羁押他国公民，却对香港依法审理黎智英等案件说三道四，包庇美化反中乱港分子，捏造所谓“跨境镇压”等话术抹黑香港法治形象。如此“双标”，是对特区司法的粗暴干预，是对法治精神的公然亵渎。今天的香港，告别了维护国家安全“不设防”的历史，展现了“爱国者治港”的新气象，迎来了良政善治新篇章。我们敦促英方摒弃殖民主义心态，正视香港已回归祖国近28年的现实，正视香港走向由治及兴的事实，多做有利于中英关系发展的事，在涉港问题上谨言慎行，停止破坏香港的稳定和繁荣，停止干涉香港事务和中国内政。

#### 28日
外交部發言人郭嘉昆斥責英國“香港問題半年報告”

外交部發言人郭嘉昆28日在例行記者會上回答中評社記者就英國政府3月27日再次發布“香港問題半年報告”提問時指出，中方堅決反對英方炮製所謂“半年報告”干涉中國內政、抹黑香港特區人權法治。
郭嘉昆表示，事實是香港特區已從由亂到治走向由治及興，香港特區的安全、民主、民眾自由權利得到更有效保障，發展前景更加光明，向全世界展現了更安全、更自由、更開放、更可預期的營商環境，在港註冊的非本地公司總數創歷史新高。一些人應早日走出殖民思維的窠臼，尊重中國主權，尊重香港特區法治，停止就香港特區司法案件審理說三道四，停止包庇縱容亂港分子。

### 4月

#### 1日
特區政府和外交部駐港特派員公署強烈譴責美國國務員制裁6名中港國安官員 表明必定反擊

特區政府在新聞公報網站發表聲明，就美國國務院宣佈因《港區國安法》而對6名中港官員實施所謂制裁表明強烈譴責。
6名官員如下：
- 律政司司長林定國
- 警務處處長蕭澤頤
- 中央駐港國安公署署長董經緯
- 港區國安委秘書長區志光
- 警務處助理處長（國家安全）王忠巡
- 警務處助理處長（國家安全）趙詠蘭

特區政府指，美方妄圖以所謂制裁恫嚇維護國家安全的相關官員，再次顯露美國霸權主義下的野蠻，與其近期對不同國家及地區施以欺負和壓迫手段的霸凌野蠻同出一轍。香港特區官員對美國所謂「制裁」嗤之以鼻，會繼續堅定不移維護國家安全。特區政府全力保障各人員的合法權益。
香港特別行政區（特區）政府今日（四月一日）強烈譴責美國將六位中央及香港特區官員列入所謂「制裁」名單，妄圖恫嚇維護國家安全的相關官員，再次顯露美國霸權主義下的野蠻，與其近期對不同國家及地區施以欺負和壓迫手段的霸凌野蠻同出一轍。香港特區官員對美國所謂「制裁」嗤之以鼻，會繼續堅定不移維護國家安全。特區政府全力保障各人員的合法權益。
美方多年來無視國際法的不干涉原則，肆意干預別國内政，扶植代理人、策動『顔色革命』，甚至以經濟和軍事手段脅迫，製造社會動盪和多場人道災難，令多國人民苦不堪言。中央制定《香港國安法》、特區完成《基本法》第二十三條立法，築牢維護國家安全的法律屏障，令美方無法得逞後，美方卻詆毀盡責、忠誠和依法維護國家安全的香港特區有關人員，更以『捍衛人權和民主』為名實施所謂『制裁』，實乃典型的無恥、虛偽『雙標』。
针对美国国务卿鲁比奥和国务院宣布“制裁”6名中国中央政府驻港机构和香港特区政府官员，以及美国务院发布所谓“2025年香港政策法报告”，外交部驻港公署发言人表示强烈谴责，坚决反对！发言人表示，美方对中方有关官员实施无理“制裁”，并发布粗制滥造、充满谎言的所谓“报告”，抹黑“一国两制”，诋毁香港法治、民主、自由、人权状况，是对香港事务和中国内政的粗暴干涉，是对国际法原则和国际关系基本准则的粗暴践踏，再次暴露了美国霸权霸道的丑恶嘴脸。
特區政府強烈譴責和反對美國《香港政策法》報告

特區政府在新聞公報網站發表聲明，就美國國務院2025年《香港政策法》報告對對香港特區的詆毀予以嚴正譴責，堅決反對及駁斥。
林定國對美國制裁嗤之以鼻

律政司司長林定國回應指，美國制裁對他工作及生活毫無影響，他指美國實施單邊制裁，完全違反國際法和國際關係基本原則，是赤裸裸的霸權欺凌行為。最佳應對方法是沉著應戰，更團結、更努力、更堅決地維護國家安全和利益以及香港的穩定和繁榮。

#### 2日
警務處處長換人

國務院根據行政長官李家超的提名和建議，宣佈警務處副處長（行動）周一鳴接替屆齡退休的蕭澤頤出任警務處處長。

### 6月

#### 10日
警方提醒切勿下載或資助危害國家安全的流動應用程式

警方國安處醒市民，切勿下載一個名為《逆統戰：烽火》的流動應用程式或者資助該應用程式開發商從事危害國家安全的行為和活動。
「逆統戰：烽火」以遊戲作為包裝推出，其目的為宣揚「台獨」、「港獨」等分裂國家的主張，鼓吹武裝革命、推翻《中華人民共和國憲法》所確立的中華人民共和國根本制度，並意圖引起對中央及香港特別行政區政府的憎恨。任何人或組織明知而發布該應用程式或相關内容，包括透過互聯網向他人分享或推薦該應用程式，均有機會干犯《香港國安法》第二十一條「煽動分裂國家罪」、第二十三條「煽動顛覆國家政權罪」及《維護國家安全條例》第二十四條「煽動意圖的相關罪行」。
此外，下載該應用程式的人，亦可能被視為管有具煽動意圖的刊物。根據《維護國家安全條例》第二十四條，任何人無合理辯解而管有具煽動意圖的刊物，即屬犯罪。任何人向該應用程式開發商提供金錢或者其他財物，包括透過應用程式支付金錢（俗稱「課金」），意圖資助該開發商實施分裂國家或顛覆國家政權的行為，亦屬犯罪。
經保安局局長批准，國安處已根據《香港國安法第四十三條實施細則》附表4就有關「逆統戰：烽火」的電子信息作出禁制行動。
國安處再次提醒，危害國家安全的行為和活動是極嚴重罪行，警方有法必依、執法必嚴，會追究法律責任到底。市民切勿下載該應用程式或以任何方式資助相關開發商，若任何人已下載該應用程式，應立即刪除，切勿以身試法。

### 25日
法庭提堂
3男2女於2019年10月6日灣仔衝突中被捕，被警方控以暴動及蒙面罪，最終暴動罪脫但蒙面罪成，2021年12月於區域法院由暫委法官高偉雄判刑，分別判處入更生中心、240小時社會服務令及入獄10星期。律政司不服就暴動罪的裁決上訴，最終上訴庭認為為原審事實裁斷的疊加效應屬壓倒性，無罪裁決「有悖常理」，發還重審。3人在審前認罪，餘下2人不認罪受審，最終裁定罪成。2025年5月25日於區域法院由暫委法官高偉雄判刑。
控罪指5名被告被控於2019年10月6日，在灣仔杜老誌道跟軒尼詩道交界，以及史釗域道及堅拿道西之間的一段軒尼詩道，連同其他身份不詳的人士參與暴動。認罪被告的同意案情指，事發當日有約500名示威者穿著黑衫黑褲，在案發地點非法集結，與警方對峙，後來演變成暴動。期間示威者持鐵通、以鐳射筆射向警方，並向警員擲汽油彈及磚頭等，現場隨後武力升級。下午約6時，警方防線向銅鑼灣方向推進，並進行驅散，大批示威者往銅鑼灣方向逃走。被告李安翹其後遭警員拘捕。同時，警員亦截停並拘捕逃跑中的黑衣人，當中包括被告蘇雅賢及謝兆雄。
高偉雄判刑時指，本案發生在禁止蒙面法生效後翌日，暴動期間示威者曾掘磚、拆除欄杆等，示威者投擲了14枚汽油彈，其中2枚擊中記者，所幸沒有受傷，但造成的破壞絕非輕微。
就每名被告的判刑，因應首3名被告犯案時年紀尚輕，而作酌情扣減，判刑起點為監禁40個月。另外，被告的良好品格在涉及暴力的暴動案件判刑考量中只佔很少，或沒有佔比，被告於案發前參與公益並非減刑因素。至於自原審裁定無罪至今，歷時近3年半，高官不認為控方有不恰當的延誤，惟同意長時間的等待為被告帶來壓力及焦慮，遂給予3個月額外扣減。辯方曾提及望法庭考慮5名被告已服畢原審中蒙面罪成的刑期，高官表示已一并顧及並調整刑期。考慮到部分被告認罪、案件進程對被告更生的影響後判刑。
5名被告依次為20歲男被告林顯誠，被判囚30個月；22歲女被告李安翹，案中因迎面衝向警員，並揮動手中的黑色長雨傘，被判囚24個月2星期；逃跑中的26歲女被告蘇雅賢，被判囚24個月2星期；逃跑中的28歲男被告謝兆雄，被判囚26個月；以及31歲男被告陳樂燊，被判囚36個月2星期。

### 26日
特區政府駁斥梅儒瑞言論
特區政府於六月二十六日對即將卸任的美國駐港澳總領事梅儒瑞全然漠視法治精神，以不實和偏頗言論，刻意誤導公眾、一而再抹黑《香港國安法》及香港特區維護國家安全工作，予以強烈譴責。
　　特區政府發言人指出，根據《聯合國憲章》為基礎的國際法及國際關係，每個國家都會制定維護國家安全法律，這既是主權國家的固有權利，也是國際慣例。在維護國家安全方面的法律，美國就最少有21部，美國政客卻對香港特區維護國家安全的法律制度和執行機制指手畫腳，亦全然漠視香港特區立法的憲制責任和實際需要，以及維護國家安全相關法律訂立後，對經濟發展和人權保障所帶來的正面效果，是實實在在虛偽的雙重標準。最後重申會一如既往堅定不移、全面準確實施《香港國安法》、《維護國家安全條例》及香港特區其他維護國家安全的相關法律，依法有效防範、制止和懲治危害國家安全的行為和活動，同時依法保障香港市民的權利和自由，確保『一國兩制』實踐行穩致遠。